# Ruta 36 (Bolivien)
Die Ruta 36 ist eine Nationalstraße im südamerikanischen Andenstaat Bolivien.

## Streckenführung
Die Straße hat eine Länge von 224 Kilometern und verläuft im südlichen Teil des Landes im Tiefland vor den bolivianischen Voranden-Ketten.
Die Ruta 36 verläuft von Norden nach Süden im südlichen Teil des Departamento Santa Cruz. Die Straße beginnt bei der Stadt Abapó als Abzweig der Ruta 9 und führt weitgehend in südlicher Richtung östlich der Voranden-Kette der Serranía Charagua über die Ortschaften San Isidro del Espino und Charagua zur Stadt Boyuibe an der Ruta 9 und Ruta 6, die im Tiefland weiter nach Süden bzw. nach Westen führen.
Die Ruta 36 ist auf den ersten vierzig Kilometern bis Espino asphaltiert, danach auf der restlichen Strecke unbefestigte Schotter- und Erdpiste.

## Geschichte
Die Straße ist mit Ley 3216 vom 30. September 2005 zum Bestandteil des bolivianischen Nationalstraßennetzes Red Vial Fundamental erklärt worden.

## Streckenabschnitte im Departamento Santa Cruz

### Provinz Cordillera
- km 000: Abzweig von der Ruta 9 bei Abapó
- km 039: San Isidro del Espino
- km 068: Igmiri
- km 088: Saipurú
- km 097: Tapyta
- km 122: Charagua
- km 130: Machipo
- km 148: Comunidad San Francisco
- km 153: San Antonio de Parapetí
- km 155: Estación San Antonio de Parapetí
- km 195: Ipitacuape
- km 224: Boyuibe